# Bartłomiej Suchorzewski
Bartłomiej Suchorzewski herbu Zaremba – podkomorzy kaliski w latach 1565-1586.
Poseł na sejm piotrkowski 1565 roku, sejm koronacyjny 1574 roku z województwa kaliskiego.